# Caspar Freusberg (Politiker, 1873)
Caspar Freusberg (* 30. Mai 1873 in Olpe; † 23. Januar 1954 in Neuss) war ein deutscher Landrat.

## Leben

### Herkunft
Caspar Freusberg wurde als Sohn der Eheleute Joseph Maria Caspar Markus Freusberg und Maria Anna Henriette Clara Herold geboren. Sein Onkel  Adolf war Landrat des Kreises Olpe, sein Onkel  Joseph war Weihbischof in Paderborn. Sein Bruder Joseph war Weihbischof von Fulda.

### Werdegang
Caspar Freusberg erlangte am 25. Juli 1894 am  Gymnasium Arnsberg das Reifezeugnis und studierte anschließend an den Universitäten  Marburg,  Bonn und  Berlin Jura. 
Seinen Militärdienst leistete er als Einjährig-Freiwilliger beim Kurhessisches Jäger-Bataillon Nr. 11. Aus Krankheitsgründen konnte er nicht zum Offizier befördert werden.
Die Prüfung zum Gerichts-Referendar  beim Kammergericht Berlin bestand er am 13. März 1899  mit dem Ergebnis „ausreichend“ und promovierte am 9. Juni 1899 in Leipzig  zum Doctor iuris utriusque. Ab dem 13. Mai 1901 war er als Regierungs-Referendar bei der  Regierung Minden tätig und wurde dort im Jahre 1904 Regierungsassessor mit anschließender Überweisung an den Landrat Pinneberg und am 14. Juni 1905 an den Landrat des Kreises Lyck (Ostpreussen). Nach seiner Tätigkeit bei der Bezirksregierung  Allenstein war er beim Landrat des Kreises Ortelsburg (Ostpreussen) und anschließend bei der Bezirksregierung Düsseldorf beschäftigt. Hier wurde er am 24. Mai 1911 Regierungsrat. Von Dezember 1915 bis Juli 1916 war er mit der Zivilverwaltung der Städte Wilna und Grodno beauftragt, bevor er am 6. Juli 1916 den Auftrag zur kommunalen Verwaltung des Landratsamtes des Kreises Olpe erhielt. Der Kreistag Olpe wählte ihn unter Verzicht auf das Vorschlagsrecht einstimmig zum ersten Kandidaten für das Amt des Landrats. Die definitive Ernennung zum Landrat erfolgte am 16. Januar 1917. Hier blieb er bis zum Wechsel zur Bezirksregierung Düsseldorf am 7. Oktober 1926 im Amt. Am 1. Juni 1938 trat er in den Ruhestand.
Freusberg war in den Jahren 1921 bis 1925 Mitglied des Zentrums und in den Jahren 1933 bis 1936 Mitglied der SA, ohne Mitglied der NSDAP gewesen zu sein.
Er hatte am 17. Februar 1909 in Düsseldorf Carmen von Ayx geheiratet. Aus der Ehe gingen zwei Söhne hervor.

## Ehrungen
- Eisernes Kreuz II. Klasse